# Matteo Varnier
Matteo Varnier (* 9. April 1979 in Taggia) ist ein ehemaliger italienischer Beachvolleyballspieler.

## Karriere
Varnier spielte 1999 und 2000 seine ersten internationalen Turniere in Italien mit Davide Sanguanins. 2005 kehrte er zurück und trat mit Riccardo Lione an. Bei der Europameisterschaft 2005 verlor das neue Duo in der dritten Runde gegen die Schweizer Egger/Laciga und schied anschließend im Tiebreak gegen die Spanier Garcia Thompson/Luna aus. Im gleichen Jahr wurden Lione/Varnier Fünfter in Athen und Vierter in Acapulco. 2006 schafften sie weitere Top-Ten-Ergebnisse. Bei der EM in Den Haag verabschiedeten sie sich allerdings nach zwei Niederlagen gegen die Tschechen Biza/Kubala schon früh. 2007 schieden sie in der Vorrunde der WM in Gstaad aus und mussten sich bei der EM in Valencia den Deutschen Klemperer/Koreng und den Österreichern Gosch/Horst geschlagen geben.
Nachdem Varnier 2008 mit Lione unter anderem noch einen fünften Rang in Stare Jabłonki erreicht hatte, trennte sich das Duo vor dem olympischen Turnier in Peking. Varnier spielte 2009 mit Paolo Nicolai. Bei der WM in Stavanger erreichten Varnier/Nicolai als Gruppenzweite die erste Hauptrunde und unterlagen den Kanadiern VanHuizen/Redmann. Anschließend schieden sie bei der EM in Sotschi nach der Vorrunde aus. Außerdem wurden sie in diesem Jahr italienischer Meister. Im nächsten Jahr kamen sie dreimal auf Platz 17. 2011 trat Varnier mit Alex Ranghieri noch bei den Brasília Open an. Anschließend beendete er seine Karriere.